# Мілдред Кейбл
Мілдред Кейбл (англ. Mildred Cable; 21 лютого 1878 — 30 квітня 1952) — британська євангелістська місіонерка у Китаї. Вона служила у Китайській внутрішній місії.

## Юність
Народилася у місті Гілфорд у сім'ї Джона Кейбла, успішного торговця тканинами. Мілдред вивчала фармацевтику та гуманітарні науки у Лондонському університеті. Вона ще з юних років вирішила стати місіонером. Була заручена з чоловіком, який спершу теж хотів стати місіонером, згодом передумав і вимагав відмовитися від місіонерської діяльності у Мілдред. Вона розірвала заручини, покинула аспірантуру та 1901 року приєдналася до євангелістської місії у Китаї. Там вона познайомилася з Єванджеліною Френч, з якою далі пропрацювала протягом усього життя.
Кейбл і Френч базувалися в Хочжоу, провінція Шаньсі. У 1908 році (або у 1910) до них приєдналася Франческа Френч, молодша сестра Єванджелін Френч.

## Подорожі по Центральній Азії
У 1913 році вони вирушили з місією по провінціях Ганьсу, Сіньцзян і у пустелі Гобі. Через кілька років вони взяли з собою молоду татарську глухоніму дівчину, яка залишилася з ними, коли вони повернулися в Англію. Вони мандрували маловідомими караванними стежками, проповідуючи серед кочівників, що сповідували іслам.

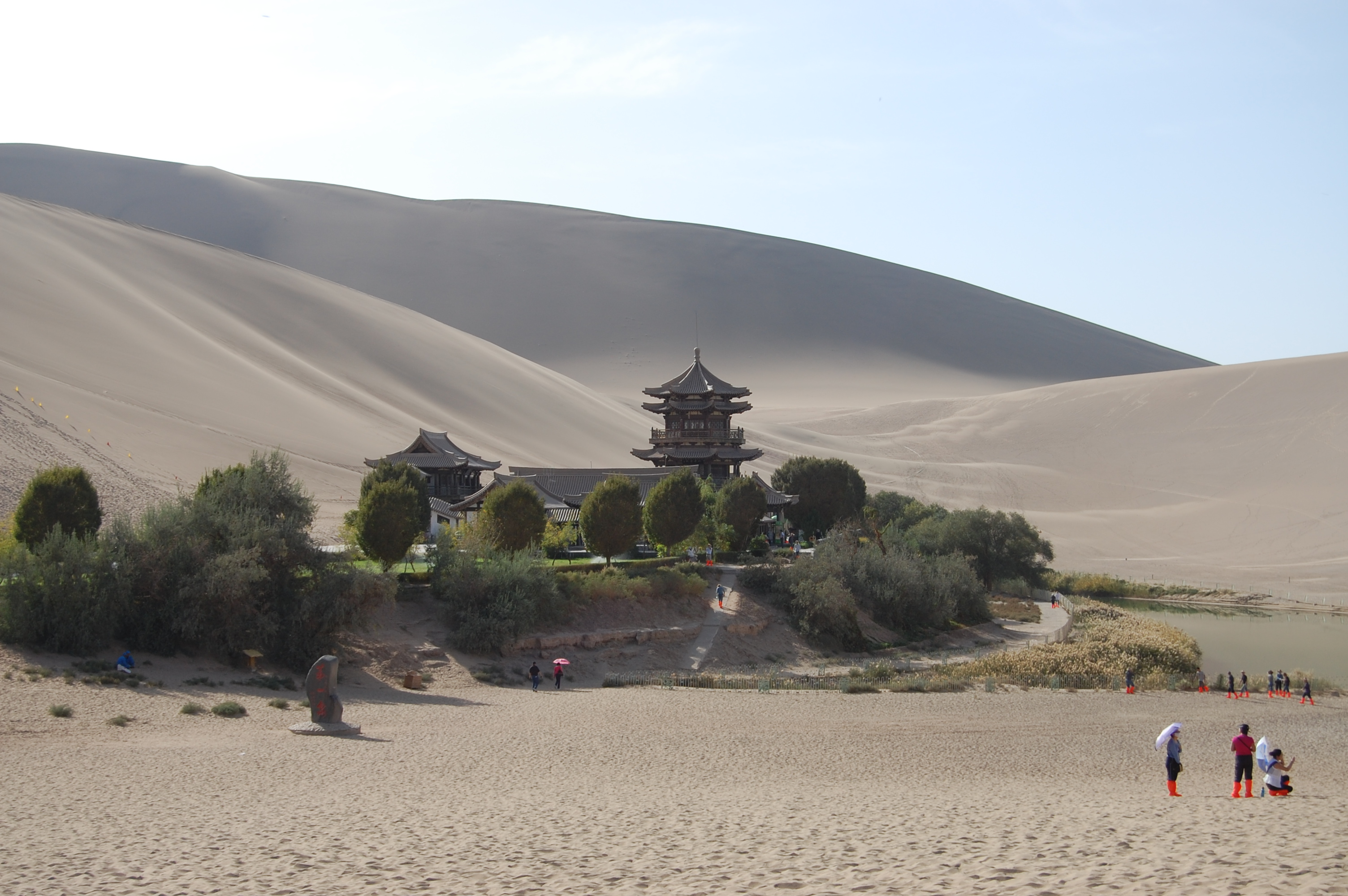
Озеро Юеяцюань, оазу якого відвідали та описали сестри Френч та Кейбл

У червні 1923 року вони вдруге вирушили у мандрівку по Західному Китаю з Хочжоу. Вони подолали 2400 км протягом наступних восьми місяців, аж поки взимку досягли міста Чжан'є, яке є останнім містом Великого китайського муру. Там уже працював китайський проповідник. На його прохання вони створили там біблійну школу. Коли настало літо, вони знову вирушили у подорож на захід коридором Хесі. Вони орендували будинки для себе і для церкви в місті Цзюцюань, яке в подальшому було їхньою базою. З Цзюцюаня вони подорожували тибетськими селами в провінції Цінхай, монгольських улусах і мусульманських містах в провінції Синьцзян. По дорозі продавали і роздавали біблію і християнську літературу. Вивчали уйгурську мову, щоб спілкуватися з мусульманськими жінками, які були головним пріоритетом їхніх місіонерських зусиль, хоча здається, що в цей час було дуже мало звернених серед мусульман.
У 1928 році вони протягом року мандрували провінцією Сіньцзян. На шляху трійця затрималась у лідера дунганів Ма Джун'їна. У 1932 році вони здійснили свою першу подорож в Гобі, де Кейбл сильно травмувалася після падіння з осла.
Трійця покинула Китай у 1936 році і не змогли повернутися, тому що в серпні 1938 року іноземцям наказано покинути Ганьсу і Сіньцзян місцевим воєначальником. Кейбл та сестри Френч оселилися у Дорсеті. Після виходу на пенсію, Мілдред виступала з лекціями про свої мандри. Мілдред Кейбл була віцепрезидентом Британського та Іноземного Біблійного Товариства до її смерті в Лондоні в 1952 році.